# HMS Wallace (1918)
Pour les autres navires du même nom, voir HMS Wallace.
Le HMS Wallace est un leader de flottille de classe Shakespeare de la Royal Navy.

## Histoire
Le navire est lancé le 26 octobre 1918 et est accepté par la commission le 14 février 1919. Il rejoint la 1re flottille de destroyers. Fin mai 1919, le Wallace dirige la flottille lors de son déploiement en mer Baltique dans le cadre des opérations britanniques pendant la guerre civile russe. Le 31 mai 1919, il est au large de Seskar dans le golfe de Finlande, avec les croiseurs Cleopatra, Dragon et Galatea, et les destroyers Voyager, Vanessa, Wryneck, Versatile et Vivacious lorsque le destroyer Walker, qui patrouille au bord du champ de mines défensif russe, est attaqué par le destroyer russe Azard, soutenu par le cuirassé Petropavlovsk. La force britannique se met en route pour soutenir le Walker, qui est touché deux fois par des obus du Petropavlovsk, mais les Russes se retirent derrière un champ de mines avant qu'un engagement plus général ne puisse avoir lieu. La 1re flottille de destroyers est relevée de ses fonctions baltiques par la 2e flottille de destroyers en août 1919, mais le Wallace revient de nouveau en novembre avec les navires de la 1re flottille, bien que les hommes à bord de nombreux navires de la flottille se soient mutinés en entendant qu'ils devaient retourner sur la Baltique si peu de temps après y avoir servi, désertant de leurs navires, avec les équipages de la flottille constitués à l'effectif d'hommes des cuirassés de la flotte. La 1re flottille quitte la Baltique en décembre 1919.
Le Wallace est déployé dans les eaux irlandaises en mai 1920, alors que la guerre d'indépendance irlandaise se poursuit. En 1921, les forces de destroyers de la Royal Navy sont réorganisées, avec des flottilles plus petites de huit destroyers et un leader remplaçant les précédentes grandes flottilles, qui s'étaient révélées difficiles à gérer, le Wallace restant le chef de la nouvelle, plus petite 1re flottille de destroyers. En septembre 1922, l'affaire de Tchanak a lieu, quand les forces turques sous Mustafa Kemal semblent susceptibles d'avancer dans Constantinople occupée par les alliés et de traverser le Bosphore en Thrace orientale. Les forces de la Royal Navy dans la région sont renforcées depuis les eaux britanniques à mesure que la guerre devient plus probable. La 1re flottille de destroyers, y compris le Wallace, fait partie de ces renforts, arrivant à Çanakkale le 4 octobre. Les mesures diplomatiques évitent le déclenchement de la guerre, le Wallace est de retour dans les eaux britanniques en mai 1923. Il participe à une revue de la flotte à Spithead de l'Atlantic Fleet par les chefs du Dominion le 3 novembre 1923. Le Wallace est réaménagé à Portsmouth de juin à novembre 1924.
En mai 1925, la 1re flottille de destroyers est rebaptisée 5e flottille de destroyers, le Wallace restant le leader de la nouvelle flottille. Le Wallace continue à être en service avec la 5e flottille jusqu'en juillet 1934, interrompu par des radoubs de juin à novembre 1926 (quand ses turbines à grande vitesse sont réparées) et de décembre 1931 à juin 1932 (quand ses chaudières sont retubées). Le Wallace est mis ensuite dans la réserve de maintenance à Portsmouth.
Wallace a commencé sa conversion en escorte anti-aérienne de type Wair en septembre 1938, le travail étant effectué en conjonction avec des réparations majeures programmées. Il effectue des essais le 22 mai 1939 et achève la conversion le 14 juin 1939. Lors de sa mise en service, il sert pour la formation de la Royal Navy Volunteer Reserve à Liverpool, mais la menace de guerre entraîne la suspension de ces fonctions et le Wallace arrive à son poste de guerre à Rosyth le 31 août 1939. Il escorte des convois le long de la côte est de la Grande-Bretagne pendant la majeure partie de la guerre. Le 13 septembre 1939, le Wallace entre en collision avec le navire marchand Redriff au large de Lowestoft. Le Wallace est gravement endommagé, avec un trou de 1 m sous la ligne de flottaison, et on pense qu'il risque de couler, le destroyer Wanderer aide le Wallace jusqu'à ce qu'il puisse être emmenée à Harwich. Il est en réparation à Hull du 21 septembre au 22 octobre 1939. Dans la nuit du 12 au 13 décembre, les destroyers allemands Hermann Künne, Friedrich Ihn, Erich Steinbrinck, Richard Beitzen et Bruno Heinemann posent un champ de mines au large de l'estuaire de la Tyne. Le paquebot Amble frappe une mine de ce champ le 16 décembre, le Wallace sauve 17 membres de l'équipage.
Le 27 février 1940, le paquebot français PLM 25 heurte deux mines dans un champ de mines mis à pied par les destroyers allemands Bruno Heinemann, Wolfgang Zenker et Erich Koellner dans un champ de mines mis dans la nuit du 9 au 10 février. Le 1er mars, le Wallace et le chalutier naval Cape Argona sauvent des survivants du navire marchand italien Mirella, qui avait été torpillé par le sous-marin allemand U-20, tandis que le lendemain, le Wallace et le chalutier Stella Carino sauvent les survivants du Albano, qui avait heurté une mine.
En juin et juillet 1941, le Wallace est réaménagé, avec un radar installé. Le 22 février 1942, le Wallace est légèrement endommagé lors d'une collision avec le navire marchand SS Fulham VI. Dans la nuit du 31 mars, dix navires marchands norvégiens piégés dans des ports suédois partent de Göteborg pour tenter de s'échapper vers la Grande-Bretagne via le Cattégat et le Skagerrak, tout en évitant les forces allemandes. Le Wallace est l'un des six destroyers envoyés au rendez-vous avec les navires marchands. Seuls deux des navires norvégiens, les pétroliers B.P. Newton et Lind, atteignent la Grande-Bretagne. Six navires sont coulés par les Allemands ou sabordés pour éviter d'être capturés par les Allemands, tandis que les deux navires restants retournent à Göteborg. Le 16 mai 1942, le Wallace est endommagé par les bombardiers allemands et doit être remorqué à Sheerness par la corvette Guillemot. Le Wallace est en réparation aux East India Docks à Londres jusqu'à la fin du mois de juillet de cette année.
En juin 1943, le Wallace est détaché des fonctions de convoi pour participer à l'opération Husky, l'invasion anglo-américaine de la Sicile. Il escorte le convoi d'assaut KMF 18, transportant la 1re Division du Canada de Bône en Algérie jusqu'aux plages de débarquement Bark West près de Pachino, et fournit une couverture anti-aérienne pour les atterrissages du 10 juillet. Le Wallace revient dans les convois, bien qu'il ait de plus en plus souffert de problèmes mécaniques. Le 16 mars 1945, Le Wallace entre en collision avec le destroyer Farndale, et n'est pas réparé. Il est placé dans la réserve de catégorie C le 12 avril 1945 avant d'être vendu pour la ferraille et démoli par Clayton & Davie sur le Tyne.

## Indicatifs
| Pennant number | De            | à             |
| -------------- | ------------- | ------------- |
| D3A            | février 1919  | novembre 1919 |
| D20            | novembre 1919 | 1939          |
| L64            | 1939          | 1945          |